# Nowosady (rejon żabinecki)
Nowosady (biał. Навасады; ros. Новосады) – wieś na Białorusi, w obwodzie brzeskim, w rejonie żabineckim, w sielsowiecie Żabinka.
Istniał tu dwór oraz murowana kaplica rzymskokatolicka zamknięta po powstaniu styczniowym, w 1864 i w późniejszych latach służąca za grób. Kaplica należała do parafii w Zbirogach. W dwudziestoleciu międzywojennym wieś leżała w Polsce, w województwie poleskim, w powiecie kobryńskim.